# Herb gminy Łapsze Niżne
Herb gminy Łapsze Niżne – symbol gminy Łapsze Niżne.

## Wygląd i symbolika
Herb przedstawia na tarczy w polu błękitnym zielone trójwzgórze z wspiętym kozłem, flankowanym przez złote słońce, gwiazdę i półksiężyc srebrne.
Herb gminy nawiązuje do herbu węgierskiej rodziny Berzeviczych, właścicieli od XIV wieku Zamagurza Spiskiego i zamku niedzickiego. 
W 2022 rada gminy, z racji niespełniania przez herb wymogów heraldycznych, podjęła uchwałę w sprawie rozpoczęcia prac nad jego zmianą. 